# Державний секретар США
Державний секретар США (англ. United States Secretary of State) очолює Державний департамент США — відомство зовнішньої політики США, засноване в 1789. Посада державного секретаря США аналогічна посаді міністра закордонних справ у більшості інших держав. Державний секретар є четвертою за важливістю (без урахування президента) і порядку заміщення президентської влади особою.
Кандидатура на посаду держсекретаря призначається президентом і затверджується сенатом США.
Чинним державним секретарем США є Марко Рубіо, обраний президентом Дональд Трампом і затверджений Сенатом.

## Список
| #      | зображення     | ім'я і прізвище               | рідний штат       | термін на посаді | термін на посаді  | адміністрація президента США, в якій був на посаді |
| #      | зображення     | ім'я і прізвище               | рідний штат       | початок          | кінець            | адміністрація президента США, в якій був на посаді |
| ------ | -------------- | ----------------------------- | ----------------- | ---------------- | ----------------- | -------------------------------------------------- |
| 1      |                | Томас Джефферсон              | Вірджинія         | 22 березня 1790  | 31 грудня 1793    | Джордж Вашингтон                                   |
| 2      |                | Едмунд Рендолф                | Вірджинія         | 2 січня 1794     | 20 серпня 1795    | Джордж Вашингтон                                   |
| 3      |                | Тімоті Пікеринг               | Массачусетс       | 10 грудня 1795   | 12 травня 1800    | Джордж Вашингтон, Джон Адамс                       |
| 4      |                | Джон Маршалл                  | Вірджинія         | 13 червня, 1800  | 4 лютого, 1801    | Джон Адамс                                         |
| 5      |                | Джеймс Медісон                | Вірджинія         | 2 травня 1801    | 3 березня 1809    | Томас Джефферсон                                   |
| 6      |                | Роберт Сміт                   | Меріленд          | 6 березня 1809   | 1 квітня 1811     | Джеймс Медісон                                     |
| 7      |                | Джеймс Монро                  | Вірджинія         | 2 квітня 1811    | 30 вересня 1814   | Джеймс Медісон                                     |
| 7      | 28 лютого 1815 | Джеймс Монро                  | Вірджинія         | 3 березня 1817   |                   | Джеймс Медісон                                     |
| 8      |                | Джон Квінсі Адамс             | Массачусетс       | 5 березня 1817   | 3 березня 1825    | Джеймс Монро                                       |
| 9      |                | Генрі Клей                    | Кентуккі          | 7 березня 1825   | 3 березня 1829    | Джон Квінсі Адамс                                  |
| 10     |                | Мартін ван Бюрен              | Нью-Йорк          | 28 березня 1829  | 23 травня 1831    | Ендрю Джексон                                      |
| 11     |                | Едвард Лівінгстон             | Луїзіана          | 24 травня 1831   | 29 травня 1833    | Ендрю Джексон                                      |
| 12     |                | Луїс Маклейн                  | Делавер           | 29 травня 1833   | 30 червня 1834    | Ендрю Джексон                                      |
| 13     |                | Джон Форсайт                  | Джорджія          | 1 липня 1834     | 3 березня 1841    | Ендрю Джексон, Мартін ван Бюрен                    |
| 14     |                | Даніель Вебстер               | Массачусетс       | 6 березня 1841   | 8 травня 1843     | Вільям Генрі Гаррісон, Джон Тайлер                 |
| 15     |                | Абель Паркер Апшер            | Вірджинія         | 24 липня 1843    | 28 лютого 1844    | Джон Тайлер                                        |
| 16     |                | Джон Колдвелл Келхун          | Південна Кароліна | 1 квітня 1844    | 10 березня 1845   | Джон Тайлер                                        |
| 17     |                | Джеймс Б'юкенен               | Пенсільванія      | 10 березня 1845  | 7 березня 1849    | Джеймс Полк                                        |
| 18     |                | Джон Міддлтон Клейтон         | Делавер           | 8 березня 1849   | 22 липня 1850     | Закарі Тейлор, Міллард Філлмор                     |
| 19     |                | Даніель Вебстер               | Массачусетс       | 23 липня 1850    | 24 жовтня 1852    | Міллард Філлмор                                    |
| 20     |                | Едвард Еверетт                | Массачусетс       | 6 листопада 1852 | 3 березня 1853    | Міллард Філлмор                                    |
| 21     |                | Вільям Лернд Марсі            | Нью-Йорк          | 7 березня 1853   | 6 березня 1857    | Франклін Пірс                                      |
| 22     |                | Льюїс Касс                    | Мічиган           | 6 березня 1857   | 14 грудня 1860    | Джеймс Б'юкенен                                    |
| 23     |                | Джеремайа Саллівен Блек       | Пенсільванія      | 17 грудня 1860   | 5 березня 1861    | Джеймс Б'юкенен                                    |
| 24     |                | Вільям Г. Сьюард              | Нью-Йорк          | 5 березня 1861   | 4 березня 1869    | Авраам Лінкольн, Ендрю Джонсон                     |
| 25     |                | Еліяху Бенджамін Уошберн      | Іллінойс          | 5 березня 1869   | 16 березня 1869   | Улісс Грант                                        |
| 26     |                | Гамільтон Фіш                 | Нью-Йорк          | 17 березня 1869  | 12 березня 1877   | Улісс Грант                                        |
| 27     |                | Вільям Максвелл Евартс        | Нью-Йорк          | 12 березня 1877  | 7 березня 1881    | Резерфорд Хейз                                     |
| 28     |                | Джеймс Гіллеспі Блейн         | Мен               | 7 березня 1881   | 19 грудня 1881    | Джеймс Гарфілд, Честер Артур                       |
| 29     |                | Фредерік Теодор Фрелінгхойзен | Нью-Джерсі        | 19 грудня 1881   | 6 березня 1885    | Честер Артур                                       |
| 30     |                | Томас Френсіс Бейард          | Делавер           | 7 березня 1885   | 6 березня 1889    | Гровер Клівленд                                    |
| 31     |                | Джеймс Гіллеспі Блейн         | Мен               | 7 березня 1889   | 4 червня 1892     | Бенджамін Гаррісон                                 |
| 32     |                | Джон Уотсон Фостер            | Індіана           | 29 червня 1892   | 23 лютого 1893    | Бенджамін Гаррісон                                 |
| 33     |                | Волтер Квінтін Грешам         | Іллінойс          | 7 березня 1893   | 28 травня 1895    | Гровер Клівленд                                    |
| 34     |                | Річард Олні                   | Массачусетс       | 10 червня 1895   | 5 березня 1897    | Гровер Клівленд                                    |
| 35     |                | Джон Шерман                   | Огайо             | 6 березня 1897   | 27 квітня 1898    | Вільям Мак-Кінлі                                   |
| 36     |                | Вільям Руфус Дей              | Огайо             | 28 квітня 1898   | 16 вересня 1898   | Вільям Мак-Кінлі                                   |
| 37     |                | Джон Мільтон Хей              | Вашингтон         | 30 вересня 1898  | 1 липня 1905      | Вільям Мак-Кінлі, Теодор Рузвельт                  |
| 38     |                | Еліу Рут                      | Нью-Йорк          | 19 липня 1905    | 27 січня 1909     | Теодор Рузвельт                                    |
| 39     |                | Роберт Бекон                  | Нью-Йорк          | 27 січня 1909    | 5 березня 1909    | Теодор Рузвельт                                    |
| 40     |                | Філандер Чейз Нокс            | Пенсільванія      | 6 березня 1909   | 5 березня 1913    | Вільям Тафт                                        |
| 41     |                | Вільям Дженнінгс Брайан       | Небраска          | 5 березня 1913   | 9 червня 1915     | Вудро Вільсон                                      |
| 42     |                | Роберт Лансінг                | Нью-Йорк          | 24 червня 1915   | 13 лютого 1920    | Вудро Вільсон                                      |
| 43     |                | Бейнбрідж Колбі               | Нью-Йорк          | 23 березня 1920  | 4 березня 1921    | Вудро Вільсон                                      |
| 44     |                | Чарльз Еванс Г'юз             | Нью-Йорк          | 5 березня 1921   | 4 березня 1925    | Воррен Гардінг, Калвін Кулідж                      |
| 45     |                | Франк Б. Келлог               | Міннесота         | 5 березня 1925   | 28 березня 1929   | Калвін Кулідж, Герберт Гувер                       |
| 46     |                | Генрі Льюїс Стімсон           | Нью-Йорк          | 28 березня 1929  | 4 березня 1933    | Герберт Гувер                                      |
| 47     |                | Корделл Голл                  | Теннессі          | 4 березня 1933   | 30 листопада 1944 | Франклін Делано Рузвельт                           |
| 48     |                | Едвард Стеттініус-молодший    | Вірджинія         | 1 грудня 1944    | 27 червня 1945    | Франклін Рузвельт, Гаррі Трумен                    |
| 49     |                | Джеймс Ф. Бірнс               | Південна Кароліна | 3 липня 1945     | 21 січня 1947     | Гаррі Трумен                                       |
| 50     |                | Джордж Маршалл                | Пенсільванія      | 21 січня 1947    | 20 січня 1949     | Гаррі Трумен                                       |
| 51     |                | Дін Ачесон                    | Меріленд          | 21 січня 1949    | 20 січня 1953     | Гаррі Трумен                                       |
| 52     |                | Джон Фостер Даллес            | Нью-Йорк          | 21 січня 1953    | 22 квітня 1959    | Дуайт Ейзенхауер                                   |
| 53     |                | Крістіан Гертер               | Массачусетс       | 22 квітня 1959   | 20 січня 1961     | Дуайт Ейзенхауер                                   |
| 54     |                | Дін Раск                      | Джорджія          | 21 січня 1961    | 20 січня 1969     | Джон Кеннеді, Ліндон Джонсон                       |
| 55     |                | Вільям Пірс Роджерс           | Меріленд          | 22 січня 1969    | 3 вересня 1973    | Річард Ніксон                                      |
| 56     |                | Генрі Кіссінджер              | Вашингтон         | 22 вересня 1973  | 20 січня 1977     | Річард Ніксон, Джеральд Форд                       |
| 57     |                | Сайрус Венс                   | Нью-Йорк          | 23 січня 1977    | 28 квітня 1980    | Джиммі Картер                                      |
| 58     |                | Едмунд Маскі                  | Мен               | 8 травня 1980    | 18 січня 1981     | Джиммі Картер                                      |
| 59     |                | Александр Гейг                | Коннектикут       | 22 січня 1981    | 5 липня 1982      | Рональд Рейган                                     |
| 60     |                | Джордж Шульц                  | Каліфорнія        | 16 липня 1982    | 20 січня 1989     | Рональд Рейган                                     |
| 61     |                | Джеймс Бейкер                 | Техас             | 25 січня 1989    | 23 серпня 1992    | Джордж Герберт Вокер Буш                           |
| 62     |                | Лоуренс Іґлберґер             | Флорида           | 8 грудня 1992    | 19 січня 1993     | Джордж Герберт Вокер Буш                           |
| 63     |                | Воррен Кристофер              | Каліфорнія        | 20 січня 1993    | 17 січня 1997     | Білл Клінтон                                       |
| 64     |                | Мадлен Олбрайт                | Вашингтон         | 23 січня 1997    | 19 січня 2001     | Білл Клінтон                                       |
| 65     |                | Колін Павелл                  | Вірджинія         | 20 січня 2001    | 26 січня 2005     | Джордж Вокер Буш                                   |
| 66     |                | Кондоліза Райс                | Каліфорнія        | 26 січня 2005    | 20 січня 2009     | Джордж Вокер Буш                                   |
| 67     |                | Гілларі Клінтон               | Іллінойс          | 21 січня 2009    | 1 лютого 2013     | Барак Обама                                        |
| 68     |                | Джон Керрі                    | Массачусетс       | 1 лютого 2013    | 20 січня 2017     | Барак Обама                                        |
| т.в.о. |                | Томас Шеннон                  | Міннесота         | 20 січня 2017    | 1 лютого 2017     | Дональд Трамп                                      |
| 69     |                | Рекс Тіллерсон                | Техас             | 1 лютого 2017    | 31 березня 2018   | Дональд Трамп                                      |
| т.в.о. |                | Джон Салліван                 | Массачусетс       | 1 квітня 2018    | 26 квітня 2018    | Дональд Трамп                                      |
| 70     | Майк Помпео    | Майк Помпео                   | Каліфорнія        | 26 квітня 2018   | 20 січня 2021     | Дональд Трамп                                      |
| 71     | Ентоні Блінкен | Ентоні Блінкен                | Нью-Йорк          | 26 січня 2021    | 20 січня 2025     | Джо Байден                                         |
| 72     | Марко Рубіо    | Марко Рубіо                   | Флорида           | 21 січня 2025    | чинний            | Дональд Трамп                                      |

## Тимчасові виконувачі обов'язків держсекретаря
- 20—21 січня 2009 — Вільям Джозеф Бернс[2].